# 五井戦争
五井戦争（ごいせんそう）は1868年（慶応4年）閏4月6日~閏4月7日に市川・船橋戦争で敗走してきた幕府軍の一隊と新政府軍が戦った房総最後の戦闘である。

## 戦闘の経過
1868年（慶応4年）閏4月3日の市川・船橋戦争に敗れた幕府軍の一隊は上総方面に南下、これを追って官軍も4日に検見川、6日に千葉（蘇我）へ追撃してきた。
同日夜に上総国八幡（市原市）辺りで薩摩藩兵二人が幕府軍によって殺害され、これを機に翌7日、幕府軍と新政府軍は養老川で対峙し五井戦争が勃発した。幕府軍は養老川の渡り船場の保持を村方に命じた。
新政府軍は、三方面に分かれて右翼隊が岡山藩兵と大村藩兵半隊が充当され、中央隊は薩摩藩兵、長州藩兵、大村藩兵が担当。そして左翼隊は津藩兵が東部台地上を本堂と並行する形で、養老川上流の権現堂へと向かった。中央隊はまず村田川沿いに展開する敵を攻撃するために浜野の東方周辺に展開して前進し、右翼隊は本道から西側の海岸を散開して前進し敵に接近した。ここでは撤兵隊は頑強な抗戦をせず、徐々に養老川の線まで後退した。諸藩兵はこれを追撃して養老川右岸に進撃したが、幕府軍はここでやや強力な抵抗を展開した。ここで右翼隊の大村藩兵が渡河を決行して養老川左岸に達し、幕府軍を側面より攻撃した。この側面攻撃によって幕府軍は崩れて退却を開始した。中央隊はこの機を逃さず、急迫して養老川の渡河を強行し、幕府軍の第二線陣地と想定された姉ヶ崎から真東に渡って伸びている高地の攻撃に移った。
正午を過ぎた当たりに新政府軍は姉ヶ崎東方の高地の攻撃を行った。薩摩藩兵2隊と一番砲隊が本道正面の旧幕府軍に向かい、薩摩藩兵1隊と長州藩兵1隊及び大村藩兵半隊は右翼隊を構成して、本道から西の地区より姉ヶ崎市街方面へと前進した。また、新政府軍が東方高地の攻撃を開始した段階で佐土原藩兵が遅れて戦場に到着し、中央隊の左方向へと前進する中で意図せず岡山藩兵と合流して左翼隊を形成した。左翼隊は台地中央へと向かって前進したが、姉ヶ崎は義軍府の根拠地であったため攻め落とすことは容易ではなかった。義軍府側の守備はこのように堅固であったものの、大砲はわずかに2門あったのみで砲兵の不足が深刻であった。一方の新政府軍は薩摩藩だけで砲5門と臼砲を投入しており、佐土原藩と岡山藩も砲を有していた。さらに戦場は遮るものがない開けた地であったため、諸藩兵は小銃の射程範囲外から砲撃を展開したので、精鋭とされていた撤兵隊も無力であった。従って砲弾が命中する度に旧幕府軍は激しく動揺し、射撃が弱まったため新政府軍は開闊地であるにもかかわらず、容易に台地に接近した。
新政府軍右翼隊は、台地上から時々射撃を受けたものの砲兵の援護射撃もあって大損害には至らなかった。また、右翼隊は官軍切っての精鋭である薩摩、長州、大村の各藩兵で構成されており、これらは姉ヶ崎東北端の胸墻に急迫突入した。これに遅れて左翼隊の佐土原、岡山の両藩兵も中央台地を攻め登ったため、姉ヶ崎の義軍府陣地は午後二時過ぎにあっけなく陥落した。
一方、権現堂方面へ向かって東南台地上を前進していた津藩兵は市原八幡付近から分派して敵の小部隊を破り、幕府軍の駐屯地と思われた大師堂を焼いて、権現堂の対岸に達したものの、対岸西広付近に敵兵がおり防戦したため渡河攻撃は容易ではなかった。津藩はこれに迅速に対応し、一隊を西広北方の高地に派遣し、高地端より撤兵隊に俯瞰射撃を実施した。精鋭とされた撤兵隊もこれには手も足も出ず、川岸から撤退して村落内に秘匿した。津藩兵はこの好機を逃さず、渡河して左岸に登り権現堂村内へ突入した。このため幕府軍はここでも撃破され、津藩兵はさらに追撃して姉ヶ崎東方の北面高地を占領したが、既に新政府軍主力部隊が高地を占領した後であった。
この五井周辺の戦いで新政府軍側の損害が僅かに戦死1人、戦傷者28人程度であったのに対して幕府軍側の損害は戦死50～60人、戦傷者140～150人と壊滅的であった。

## 戦後の状況
閏4月8日に、新政府軍は義軍府の拠点である木更津と真里谷を攻撃するために、薩摩、長州、大村、佐土原の各藩兵が奈良輪に集中して木更津に向かった。しかし、木更津には徳川義軍の姿は既になく、義軍府諸隊は7日夜から8日朝にかけて大半が海上に逃亡し、主力は江戸に、一部は榎本武揚の艦隊に逃げた。また、岡山藩兵と津藩兵は真里谷に向かい、途中横田村の高田円照寺に幕府軍が集結しているという噂を聞いて、同寺へ入ったがここも敵の姿はなく、進軍して真里谷に到着して真如寺に達した。ここにも敵影はなかったものの、幕府軍が再びここを根拠地として利用することを懸念して真如寺を焼却した。
一方の義軍府側は、最初に長須賀村の泉著寺を本営として、その後真里谷に移したとされるが詳細な動向は不明であった。また、義軍府総大将福田八郎右衛門道直の戦後の動向については一切の記録が存在しない。
真里谷に駐屯していた義軍は、下総国小見川の鹿島神宮社へ屯集していたところを説諭され、小銃と弾薬を押収された上で江戸に連れ帰ったと考えられており、これらの部隊は殆ど戦闘もせずに撤退した。また、撤兵隊指図役頭取の仙石釩三郎率いる150名弱の部隊は、詳細な行程は不明なものの、日光山に向かって進発し、宇都宮付近が既に新政府軍に占領されている事を知ると迂回して、下総常陸から那珂川を遡った。しかしこの部隊は閏4月14日に那珂川左岸で薩摩藩、宇都宮藩、大垣藩の奇襲攻撃を受け、13名の戦死者を出して散乱してしまった。
こうして徳川義軍は壊滅し、房総は新政府が平定する所となった。市川・船橋戦争から始まった房総の戦闘は瞬く間に官軍の圧勝という形で終結したのである。徳川義軍の敗因には、義軍府側の首脳部に確固たる人材が全く存在せず、精鋭とされた撤兵隊自体が実際には戦意に乏しく評判倒れの結果に終わったことが挙げられる。一部は箱館戦争まで抗戦したものの、徳川義軍府の主力による反抗はこの五井戦争以降完全に不可能となったのである。